# Cyanothece
Cyanothece ist eine Gattung einzelliger, diazotropher, sauerstoffhaltiger, photosynthetisierender Cyanobakterien.

## Etymologie
Der erste Teil des Namens leitet sich ab von  altgriechisch κύανος, welches ein tiefes, dunkles Blau bezeichnet (Stahlblau, Schwarzblau), im modernen Sprachgebrauch bezeichnet Cyan dagegen eine zwischen Blau und Grün liegende Farbkategorie; der zweite Teil kommt von griechisch θηκη thēkē, deutsch ‚Behälter‘.

## Beschreibung
Im Jahr 1976 definierte Jiří Komárek Cyanothece als prokaryotische Cyanobakterien-Gattung in Abgrenzung zu Synechococcus NAG 1949.
Die Organismen beider Gattungen haben neben der Tatsache, dass sie sauerstoffhaltige Phototrophe sind, weitere gemeinsame Merkmale. Sie sind beide einzellig, bilden Aggregate, kommen aber nicht in schleimigen Kolonien vor.
Sie können eine dünne Schleimschicht um jede Zelle aufweisen.
Beide Gattungen teilen sich auch durch Zweiteilung (binary fission) entlang einer Achse, die senkrecht zur Längsachse der Zelle steht.
Eine Handvoll Merkmale unterscheiden jedoch die beiden Gattungen.
Während Synechococcus-Arten in der Regel zylindrisch sind, sind Cyanothece-Arten normalerweise oval und länger als 3 μm.
Die äußere Zellwandschicht von Cyanothece ist relativ dick und enthält kugelförmige, glasartige Bläschen, deren Funktion noch nicht geklärt ist.
Die Nukleoide von Cyanothece sind locker in der Zelle verteilt und haben ein netzartiges Aussehen.
Statt konzentrischer Thylakoidmembranen, die ein Zentrum oder eine Achse teilen, sind die von Cyanothece kurz, wellenförmig und radial angeordnet.
Alle Arten von Cyanothece haben Vorfahren mit Nitrogenase-Aktivität; allerdings haben einige Stämme die dafür notwendigen Gene verloren.
Während der Stickstoff-Fixierung bildet Cyanothece in circadianer Rhythmik  Einschlusskörper als Speicher (inclusion storage bodies).

## Evolution und Systematik

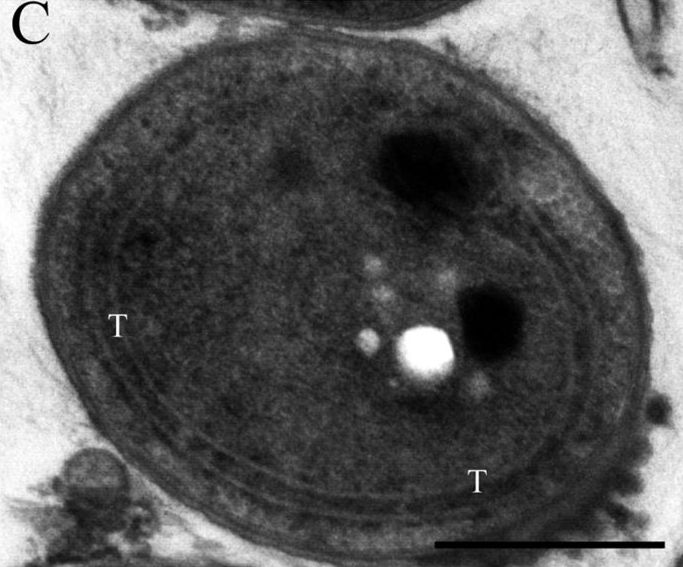
EM-Aufnahme von Cyanothece sp. PCC 7425. T: Thylakoid. Balken: 500 nm.

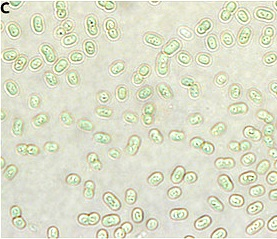
LM-Aufnahme von Cyanothece sp. PCC 7425. Balken: 5 mm.

Vor 2,5 bis 3,0 Milliarden Jahren begannen Cyanobakterien, die Energie des Lichts zu nutzen, um Wasser zu spalten und dabei Sauerstoff in die anaerobe, reduzierende Umgebung freizusetzen.
Teile dieses uralten cyanobakteriellen Stoffwechsels haben sich bis heute erhalten.
Bandyopadhyay et al. erstellten 2011 einen phylogenetischen Baum für Cyanobakterien anhand von 226 homologen Proteingruppen. Sie ordneten fünf der sechs wichtigsten Cyanothece-Stämmen (PCC 7424, PCC 7822, ATCC 51142, PCC 8801, PCC 8802) einer einzigen Klade zu, wobei sich Cyanothece sp PCC 7425 früher verzweigt hat.
Der Nitrogenase-Cluster von PCC 7425 ist nämlich anders angeordnet als bei den anderen fünf Stämmen und kann Stickstoff nur anaerob fixieren.
Inzwischen (Stand Mitte Mai 2021) gelten nur noch die Linien um PCC 7425 als zur Gattung Canothece zugehörig.
Die aktuellen Mitglieder nach AlgaeBase sind:
- Cyanothece Komárek, 1976

- Cyanothece aeruginosa (Nägeli) Komáre - Typus („Hochmoor-Blaualge“)
- Cyanothece halobia Roussomoustakaki & Anagnostidis
- Cyanothece lineatum Komárek & Komárková-Legnerová
- Cyanothece major (Schröter) Komárek
- Cyanothece shiloi (Campbell & Golubic) Komárek & Anagnostidis
- Cyanothece svehlovae Mareš, J. R. Johansen & Hauer
- Cyanothece sp. PCC 7425 (nach NCBI)

Die fünf oben genannten anderen Linien zählen nicht mehr zur Gattung Cyanothece, sondern wurden nach National Center for Biotechnology Information (NCBI) wie folgt auf drei andere Gattungen aufgeteilt:
- Rippkaea[14]

- Rippkaea orientalis PCC 8801 (früher: Cyanothece sp. PCC 8801)
- Rippkaea orientalis PCC 8802 (früher: Cyanothece sp. PCC 8802)
- Rippkaea sp003448685 (provisorische Bezeichnung der GTDB, früher: Cyanothece sp. UBA12306)

- Gloeothece[16]

- Gloeothece citriformis PCC 7424  (früher: Cyanothece sp. PCC 7424)
- Gloeothece verrucosa PCC 7822  (früher: Cyanothece sp. PCC 7822)

- Crocosphaera[17]

- Crocosphaera subtropica ATCC 51142 (früher: Cyanothece sp. ATCC 51142)
- Crocosphaera subtropica ATCC 51472 (früher: Cyanothece sp. ATCC 51472)

Die meisten anderen Cyanobakterien haben vermutlich ihre Fähigkeit zur Stickstofffixierung verloren. Als das Klima der Erde oxidativer wurde, wurde der Prozess der Stickstofffixierung ungünstig, und die natürliche Selektion eliminierte einige der notwendigen Gene für den Nitrogenase-Proteinkomplex, um die evolutionäre Fitness zu erhöhen.

## Photosynthese und Pigmente
Cyanobakterien wandeln die Energie der Sonne durch sauerstoffhaltige Photosynthese in chemische Energie um. Ihr Lichtsammelkomplex, der die Photonen (Lichtquanten) einfängt, enthält normalerweise die Pigmente Chlorophyll a und Phycocyanin. Die typische blaugrüne Farbe eines Cyanobakteriums ist das Ergebnis der Kombination dieser beiden Pigmente. Drei Stämme, PCC 7424, PCC 7822 (beide jetzt zu Gloeothece) und PCC 8801 (jetzt zu Rippkaea), haben das zusätzliche Pigment Phycoerythrin, das die Wellenlängen des zur Energiegewinnung genutzten Lichts erweitert. Phycoerythrin verleiht diesen drei Arten dann eine bräunlich-grüne Farbe.
Die Rate des durch das Photosystem II erzeugten Sauerstoffs ist viel höher, wenn Cyanothece keinen Stickstoff fixiert (wenn das Medium stickstoffreich ist).
Der zirkadiane Rhythmus der Gattung steuert die photosynthetische Sauerstofferzeugung, indem er reguliert, wann die Proteine für ihre photosynthetische Maschinerie produziert werden.
Dieser Tagesrhythmus („diurnale Oszillation“) tritt selbst dann auf, wenn die Organismen kontinuierlich im Licht
oder im Dunkeln gehalten werden.
Die Photosynthese wird herunter reguliert, wenn das stickstofffixierende Enzym, die Nitrogenase, hochreguliert wird. Die Verringerung des Sauerstoffs in der Zelle ermöglicht es der sauerstoffempfindlichen Nitrogenase, Stickstoff aus der Luft für den Bedarf des Organismus zu fixieren.

## Stoffwechsel, Biosynthese, Symbiose
Cyanothece balanciert in einer einzigen Zelle die Produktion von Sauerstoff durch Photosynthese und die sauerstoffempfindliche Stickstofffixierung  aus.
Sie erreicht dies, indem sie die Prozesse unter der Kontrolle ihres zirkadianen Rhythmus zeitlich voneinander trennt.
- Tagsüber nutzt Cyanothece die aus der Photosynthese gewonnene Energie, um das Kohlenhydrat Glykogen zu produzieren, das in Granulen gespeichert wird.[8][22]
- Nachts bauen die Organismen das Glykogen ab, um die Energie für die Stickstofffixierung bereitzustellen.[22] In einem sehr energieintensiven Prozess wird zunächst die Nitrogenase synthetisiert,[22][23] die dann Stickstoff (N2) aus der Luft aufnimmt und es mit Protonen und Elektronen zu Ammoniak (NH3) und Wasserstoffgas (H2) verbindet.

Die Organismen speichern auch Cyanophycin (ein Stickstoff-Reservemolekül, Biopolymer aus Arginin und Asparagin) zur späteren Verwendung während des Tages.
Verschiedene Cyanothece-Spezies verstoffwechseln stickstoffhaltige Verbindungen über eine Vielzahl von Wegen. Gemeinsam ist ihnen eine Arginin-Decarboxylase. In den darauf folgenden Schritten aber variieren die einzelnen Vertreter.
Um die von der Nitrogenase benötigte anoxische Umgebung zu schaffen, steigert Cyanothece ihre Atmung mit Beginn der Nacht, indem es ihre Glykogenspeicher nutzt
und gleichzeitig die Photosynthese abschaltet.
Zusätzlich produzieren die Organismen Peroxidasen und Katalasen, die helfen, den in der Zelle verbliebenen Sauerstoff abzufangen.
Der zirkadiane Rhythmus sorgt dafür, dass dies auch dann geschieht, wenn der Organismus im Dauerlicht
oder in andauernder Dunkelheit wächst.
Im Dunkeln agieren die Cyanobakterien als Heterotrophe, die ihre Energie und ihren Kohlenstoff aus dem Medium beziehen.
Cyanothece besitzt die Gene für die Nutzung einer Vielzahl von Zuckermolekülen;
wobei Glycerin als einzige erfolgreich für das Wachstum in der Dunkelheit genutzt wird.
Viele der Gene, die spezifisch für die Gattung sind, haben Homologe in anaeroben Bakterien. Dazu gehören solche, die für die Formiatproduktion durch gemischte Säuregärung und auch für die fermentative Laktatproduktion (Milchsäuregärung) verantwortlich sind.
Einige Cyanothece-Spezies sind zudem in der Lage, Tryptophan abzubauen, Methionin zu gewinnen, gespeicherte Lipide in Kohlenhydrate umzuwandeln, Alkane und höhere Alkohole zu synthetisieren und Phosphonate zu produzieren.
Sie können je nach den Umweltbedingungen zwischen einem photoautotrophen und einem photoheterotrophen Stoffwechsel umschalten und so ihr Wachstum maximieren. Dabei werden die Wege genutzt, die die geringste Menge an Energie verbrauchen.

## Genom
Das Genom verschiedener Cyanothece-Spezies wurde bereits sequenziert.
Dieses umfasst je nach Art zwischen 4,79 und 7,84 Mbp (Megabasenpaare).
Zwischen 4367 und 6642 kodierende Sequenzen stehen für eine Reihe von Genen, die für Fähigkeiten zur Fermentation und aeroben Stickstofffixierung (wie bei filamentösen Cyanobakterien) kodieren.
Bemerkenswerterweise befinden sich die Gene für die Stickstofffixierung in einem großen, zusammenhängenden Cluster (unter der Kontrolle mehrerer Promotoren),
einschließlich der Gene für die Akzeptor-Hydrogenase, Regulatoren und Transporter.
Der robuste zirkadiane Rhythmus der Organismen zeigt sich in der Koordination der Transkription korrelierter Prozesse.
Unter Verwendung von s zeigten Tagesgang (Wechsel im 24-Stunden-Rhythmus) etwa 30 % der 5000 getesteten Gene unter Bedingungen mit 12-Hell- und 12-Stunden-Dunkel-Phasen, während 10 % das Verhalten auch unter Dauerlicht fortsetzten.
Etwa 1.705 der Gengruppen sind zu mehr als 99,5 % homolog mit anderen Cyanobakterien-Gattungen (hauptsächlich Microcystis und filamentöse, stickstofffixierende Stämme).
Der typische GC-Gehalt liegt bei etwa 40 %.
Cyanothece-Arten besitzen außerdem drei bis sechs Plasmide mit einer Größe zwischen 10 und 330 kbp (Kilobasenpaare)
Spezifisch für einige Arten dieser Gattung sind ein bis drei lineare DNA-Stücke.
Die lineare DNA kodiert Enzyme für den Glukose- und Pyruvat-Stoffwechsel,
die Milchsäuregärung, Transposons und CRISPR-Proteine.
Cyanothece-Spezies verwenden typischerweise keine homologe Rekombination, was die Möglichkeiten genetischer Manipulation stark behindert;
eine Ausnahme ist der Stamm PCC 7822 (jetzt Gloeothece verrucosa), bei dem Gen-Knockouts erzeugt werden können.

## Zellgröße, Wachstumsmuster, Sex
Die Zellen der Cyanothece-Arten sind normalerweise oval und länger als 3 μm.
Sie verdoppeln sich in Gegenwart von Nitrat in 10 bis 14 Stunden (wenn sie keine Energie für die Stickstofffixierung aufwenden müssen),
und in 16 bis 20 Stunden, wenn sie Stickstoff fixieren.
Sie teilen sich durch binäre Spaltung in einer Ebene, die senkrecht zu ihrer Längsachse liegt.
Die Tochterzellen bleiben nach der Teilung nur für kurze Zeit verbunden.  Die nächste Zellteilung erfolgt erst, wenn die Tochterzellen ihre reife Größe und ursprüngliche Form erreicht haben.

## Verbreitungsgebiet
Cyanothece wurde in einer Vielzahl von Habitaten auf der ganzen Welt gefunden. Eine Gemeinsamkeit ist, dass der pH-Wert in der Regel niedriger als 7 ist (m. o. w. sauer).
Typischerweise leben sie im Wasser in benthischen Umgebungen (am Meeresboden), Reisfeldern, sauren Sümpfen, torfigen und anderen Mooren, Gezeitenzonen, und klaren Seen, werden aber manchmal auch in Bergböden gefunden.

## Zellwand und Schleimschicht
Cyanothece-Arten haben eine dünne Schleimschicht um eine dicke Außenwand, die kugelförmige, glasartige Vesikel mit unbekannter Funktion (Stand Jahr 2000) enthält.
Sie sondern reichlich sog. extrazelluläre polymere Substanzen (extracellular polymeric substanc, EPS) ab.
Das EPS wurde zur Sequestrierung von Metallen aus Industrieabfällen verwendet, wobei mehr als 90 % von Ni2+, Cu2+ und Co2+ entfernt wurden.

## Speichersubstanzen
Cyanothece speichert die Produkte der Kohlenstofffixierung in Form von Glykogen-Granulen, das sie während der Nacht als Energiequelle nutzt.
Diese Granulen bilden sich zwischen den Thylakoidmembranen.
Die Granulen werden schnell verbraucht, um die Atmung zu unterstützen, so dass der Zelle bereits zu Beginn der Stickstofffixierung der Sauerstoff entzogen wird.
Die Carboxysomen enthalten das kohlenstofffixierende Enzym RuBisCO, sowie ein System zur Kohlenstoffkonzentration, um die Effizienz des Enzyms zu erhöhen.
Das Stickstoffprodukt, Cyanophycin, wird während der Stickstofffixierung in Granulen gespeichert und tagsüber verstoffwechselt.

## Motilität
Die Spezies von Cyanothece sind nicht begeißelt.
In der Proteindatenbank UniProtKB ist ein Twitching-Motility-Protein für
die jetzt ausgegliederte Spezies Rippkaea orientalis (Stamm PCC 8802, früher Cyanothece sp. PCC 8802) notiert.

## Einzellig vs. mehrzellig
Die Arten der Gattung Cyanothece sind einzellig.
Sie kommen als freie Aggregate vor, wurden aber noch nie als Kette gefunden.